# 王韵
王韵（1966年4月—），女，汉族，江西赣州人，中国生理学家。现任北京大学基础医学院教学院长，北京大学神经科学研究所副所长，中国生理学会理事长。